# Jiadong, Guangdong
Jiadong (kinesiska: 甲东) är en köping i sydöstra Kina. Den ligger i Lufeng i staden Shanwei i provinsen Guangdong, omkring 290 kilometer öster om provinshuvudstaden Guangzhou. Antalet invånare är 66 654. Befolkningen består av 34 113 kvinnor och 32 541 män. Barn under 15 år utgör 36 %, vuxna 15-64 år 57 %, och äldre över 65 år 5,0 %.